# Permettez-moi, Madame, d'aimer votre fille
Pour plus de détails, voir Fiche technique et Distribution.
Permettez-moi, Madame, d'aimer votre fille (Permettete, signora, che ami vostra figlia) est un film italien réalisé par Gian Luigi Polidoro, sorti en 1974.

## Fiche technique
- Titre français : Permettez-moi, Madame, d'aimer votre fille[1]
- Titre original italien : Permettete, signora, che ami vostra figlia
- Réalisation : Gian Luigi Polidoro
- Scénario : Gian Luigi Polidoro, Rafael Azcona, Leonardo Benvenuti	et Piero De Bernardi
- Photographie : Mario Vulpiani
- Musique : Carlo Rustichelli
- Production : Carlo Ponti
- Sociétés de production : CC Champion, Clodio Cinematografica, Aquarius Films, Madeleine Films
- Pays de production :  Italie,  France
- Format : Couleurs - Son mono - 35 mm
- Genre : comédie
- Durée : 102 minutes
- Date de sortie :
  - Italie : 13 avril 1974
  - France : 14 août 1974[1]

## Distribution
- Ugo Tognazzi : Gino Pistone
- Bernadette Lafont : Sandra Pensotti
- Felice Andreasi : Peppino Lo Taglio
- Ernesto Colli : Remengo
- Franco Fabrizi : Franco De Rosa
- Lia Tanzi : Ornella Fiocchi
- Gigi Ballista : L'amie de Gino
- Quinto Parmeggiani : Chimiste
- Pietro Tordi : Vieil acteur de Naples